# Robert Adler (rysownik)
Robert Adler (ur. 1 września 1978 w Warszawie) – polski ilustrator i rysownik komiksów. Wraz z Tobiaszem Piątkowskim stworzył serię 48 stron oraz cykl Status 7. Autor krótkich form komiksowych i ilustracji w Nowej Fantastyce. Wraz z Marcinem Hermanem współtworzył komiks Brygada P.E.W. w magazynie Kawaii.

## Wybrana bibliografia

### Komiksy
- 48 stron, Mandragora 2001, ISBN 83-89036-00-2.
- Gołota vs Predator, Mandragora 2002, ISBN 83-89036-22-3.
- Breakoff, Egmont 2002, ISBN 83-237-1334-0 (cykl Status 7).
- Drugie 48 stron, Mandragora 2003, ISBN 83-89036-33-9.
- Prawie 48 stron: Franky Krova, Mandragora 2003, ISBN 83-89036-62-2.
- 48 stron. Biały kruk, Mandragora 2003, ISBN 83-89036-55-X.
- Overload, Egmont 2003, ISBN 83-237-1373-1 (cykl Status 7).
- Brygada P.E.W., Phoenix Press, 2004
- Prawie 48 stron: Maciek (Komix Rewelacja), Mandragora 2004, ISBN 83-89036-77-0.
- 48 stron 1&2, Mandragora 2005, ISBN 83-89698-36-6.
- Kolejne prawie 48 stron: Kij Bij, Mandragora 2006, ISBN 83-60352-10-0.
- Na szczęście, Muzeum Powstania Warszawskiego 2007, ISBN 978-83-60142-09-7 (w antologii 44)
- krótkie formy w magazynie Kolektyw 2007-2012
- Dust to Dust, BOOM! Studios 2010[3][4] ISBN 978-1608860272, ISBN 978-1608866182.
- Wydział 7, zeszyt 4, Martwa woda, Ongrys 2019 ISBN 978-83-65803-58-0.

### Ilustracje
- Chłopcy (Jakub Ćwiek) 2012[5]
- Chłopcy 2 (Jakub Ćwiek) 2013[6]
- Kompleks 7215 (Bartek Biedrzycki) 2014[7]
- Stacja: Nowy Świat (Bartek Biedrzycki) 2015[7]
- Dworzec Śródmieście (Bartek Biedrzycki) 2017[7]

### Okładki
- Wrzesień (Tomasz Pacyński) 2002[5]
- Herbata z kwiatem paproci (Michał Studniarek) 2004[5]
- Wojna runów (Marcin Mortka) 2004[5]
- Hewi Metal (Nocny Kochanek) 2015
- Zdrajcy Metalu (Nocny Kochanek) 2017[5]
- Randka w ciemność (Nocny Kochanek) 2019